# 25. rocznica wyborów z 1989 roku
25. rocznica wyborów z 1989 roku, nazywana 25 lat Wolności – uroczyste obchody wyborów z 4 czerwca 1989 roku. W całej Polsce odbywały się uroczystości rocznicowe i wydarzenia okolicznościowe. Podczas uroczystości na placu Zamkowym w Warszawie została odczytana przez Andrzeja Seweryna Warszawska Deklaracja Wolności. Do Polski delegacje wysokiego szczebla wysłało ponad 50 państw. Po raz pierwszy przyznano także Nagrodę Solidarności. Otrzymał ją Mustafa Dżemilew.
Główne krakowskie obchody 25-lecia wyborów czerwcowych odbyły się w niedzielę 8 czerwca. O godz. 10 w katedrze na Wawelu odprawiona została uroczysta msza za Ojczyznę. Następnie uroczystości przeniosły się do Nowej Huty – wziął w nich udział prezydent RP Bronisław Komorowski.

## Lista delegacji
Lista oficjalnych delegacji obecnych na obchodach 25-lecia wolności. Łącznie reprezentowanych ma być niemal 50 państw. Niepełna lista w kolejności alfabetycznej:
| Państwo           | Członkowie delegacji       | Funkcja                  |
| ----------------- | -------------------------- | ------------------------ |
| Polska            | Bronisław Komorowski       | prezydent                |
| Polska            | Anna Komorowska            | pierwsza dama            |
| Albania           | Bujar Nishani              | prezydent                |
| Albania           | Odeta Nishani              | pierwsza dama            |
| Austria           | Heinz Fischer              | prezydent                |
| Belgia            | Filip I Koburg             | król                     |
| Belgia            | Matylda                    | królowa                  |
| Belgia            | Didier Reynders            | wicepremier, minister SZ |
| Bułgaria          | Rosen Plewneliew           | prezydent                |
| Chorwacja         | Ivo Josipović              | prezydent                |
| Czechy            | Miloš Zeman                | prezydent                |
| Estonia           | Toomas Hendrik Ilves       | prezydent                |
| Finlandia         | Sauli Niinistö             | prezydent                |
| Francja           | François Hollande          | prezydent                |
| Grecja            | Ewangelos Wenizelos        | wicepremier, minister SZ |
| Islandia          | Ólafur Ragnar Grímsson     | prezydent                |
| Kanada            | Stephen Harper             | premier                  |
| Litwa             | Dalia Grybauskaitė         | prezydent                |
| Luksemburg        | Henryk                     | wielki książę            |
| Łotwa             | Andris Bērziņš             | prezydent                |
| Malta             | Marie-Louise Coleiro Preca | prezydent                |
| Malta             | Edgar Preca                | małżonek prezydent       |
| Niemcy            | Joachim Gauck              | prezydent                |
| Portugalia        | Paulo Portas               | wicepremier              |
| Rumunia           | Traian Băsescu             | prezydent                |
| Słowacja          | Ivan Gašparovič            | prezydent                |
| Słowenia          | Borut Pahor                | prezydent                |
| Stany Zjednoczone | Barack Obama               | prezydent                |
| Stany Zjednoczone | John Kerry                 | sekretarz stanu          |
| Szwecja           | Carl Bildt                 | minister SZ              |
| Ukraina           | Petro Poroszenko           | prezydent elekt          |
| Watykan           | kard. Pietro Parolin       | sekretarz stanu          |
| Węgry             | János Áder                 | prezydent                |
| Wielka Brytania   | Edward                     | książę, hrabia Wesseksu  |

## Wydarzenia okolicznościowe
Z okazji rocznicy wyborów telewizja TVN oraz „Gazeta Wyborcza” ogłosiły plebiscyt „Ludzie Wolności”. Widzowie i czytelnicy za pomocą sms-owego głosowania wybrali 5 osób symbolizujących polskie przemiany po 1989 roku. Laureatami zostali: Henryk Skarżyński (nauka), Krystyna Janda (kultura), Adam Małysz (sport), Jerzy Owsiak (społeczeństwo), Solange i Krzysztof Olszewscy (biznes).
Polskie Radio Program II ogłosiło plebiscyt „25 książek na 25-lecie”.
„Przegląd Sportowy” wspólnie z Telewizją Polską ogłosił plebiscyt „Sportowiec 25-lecia”. Głosami czytelników i widzów został nim Adam Małysz.
5 czerwca w Warszawie otwarto Ogród Sprawiedliwych. Pierwszymi wyróżnionymi drzewem pamięci i obeliskiem zostali: Jan Karski, Marek Edelman, Tadeusz Mazowiecki, Anna Politkowska, Magdalena Grodzka-Gużkowska, Antonia Locatelli.
Autostrada A2 została oficjalnie nazwana Autostradą Wolności. W ceremonii pod Brwinowem udział wzięli prezydenci Polski i Niemiec.
Hanna Suchocka została odznaczona Orderem Orła Białego.
W Warszawie przy ulicy Mysiej odsłonięto Memoriał Wolnego Słowa.

## Obchody w kulturze
3 czerwca na portalu YouTube Paweł Kukiz udostępnił piosenkę „Dnia 4 czerwca”.